# Maurice Balloche
Maurice Balloche, né le 14 novembre 1928 à Crouttes (Orne) et décédé le 3 janvier 2004 à Nantes, est un footballeur français, jouant au poste d'arrière gauche dans les années 1950. Il effectue l'essentiel de sa carrière au FC Nantes.

## Biographie

### Carrière de joueur
Natif de Crouttes dans l'Orne, Maurice Balloche fait ses débuts au Stade lavallois, club avec lequel il joue en DH Ouest de 1948 à 1950. Il remporte la Coupe de l'Ouest en 1949. Lors de la saison 1949-1950, il est entraîné par Anton Raab, transfuge du FC Nantes. Il quitte le Stade lavallois en 1950.
Après un bref passage par le Corpo Nantes, il rejoint en 1951 le FC Nantes. Il est d'abord membre de l'équipe réserve en DRH puis DH. En novembre 1953 il fait partie de la sélection de la Ligue de l'Ouest qui dispute deux matches en Algérie face à la Ligue d'Alger. Ouest-France rapporte qu'il « domine sa défense de toute sa classe » et s'illustre par ses dégagements sûrs. À la même période, il intègre le onze type de l'équipe première du FC Nantes, dont il fera partie pendant près d'une décennie, en deuxième division. Arrière de petite taille (1,69 m) décrit comme sérieux et volontaire, il est aligné dans un système en 2-3-5 à ses débuts sous les ordres d'Émile Veinante. Pendant quatre mois lors de la saison 1955-1956, il est aligné comme ailier droit ou avant-centre par Anton Raab, et marque cinq buts. Pour ses derniers matches avec l'équipe première il est positionné en arrière gauche par José Arribas dans un système à trois puis quatre défenseurs. Il totalise 238 matches avec les Canaris.

### Carrière d'entraîneur
Une fois son diplôme d'entraîneur en poche, il se voit confier le poste d'entraîneur-joueur de la réserve nantaise en CFA en 1961. Il a alors sous ses ordres les jeunes Blanchet et Gondet, futurs cadres de l'équipe première. En 1962 l'équipe est reléguée en DH et Balloche quitte le club.
Après son départ du FC Nantes, il entraîne plusieurs clubs amateurs : Saint-Pierre-Montlimart (Maine-et-Loire) pendant une saison, l'US Basse-Indre pendant deux saisons, puis l'Entente sportive Vallet-Mouzillon.
Il meurt le 3 janvier 2004 à Nantes, à l'âge de 75 ans.